# Ernst Gustav von Gersdorf

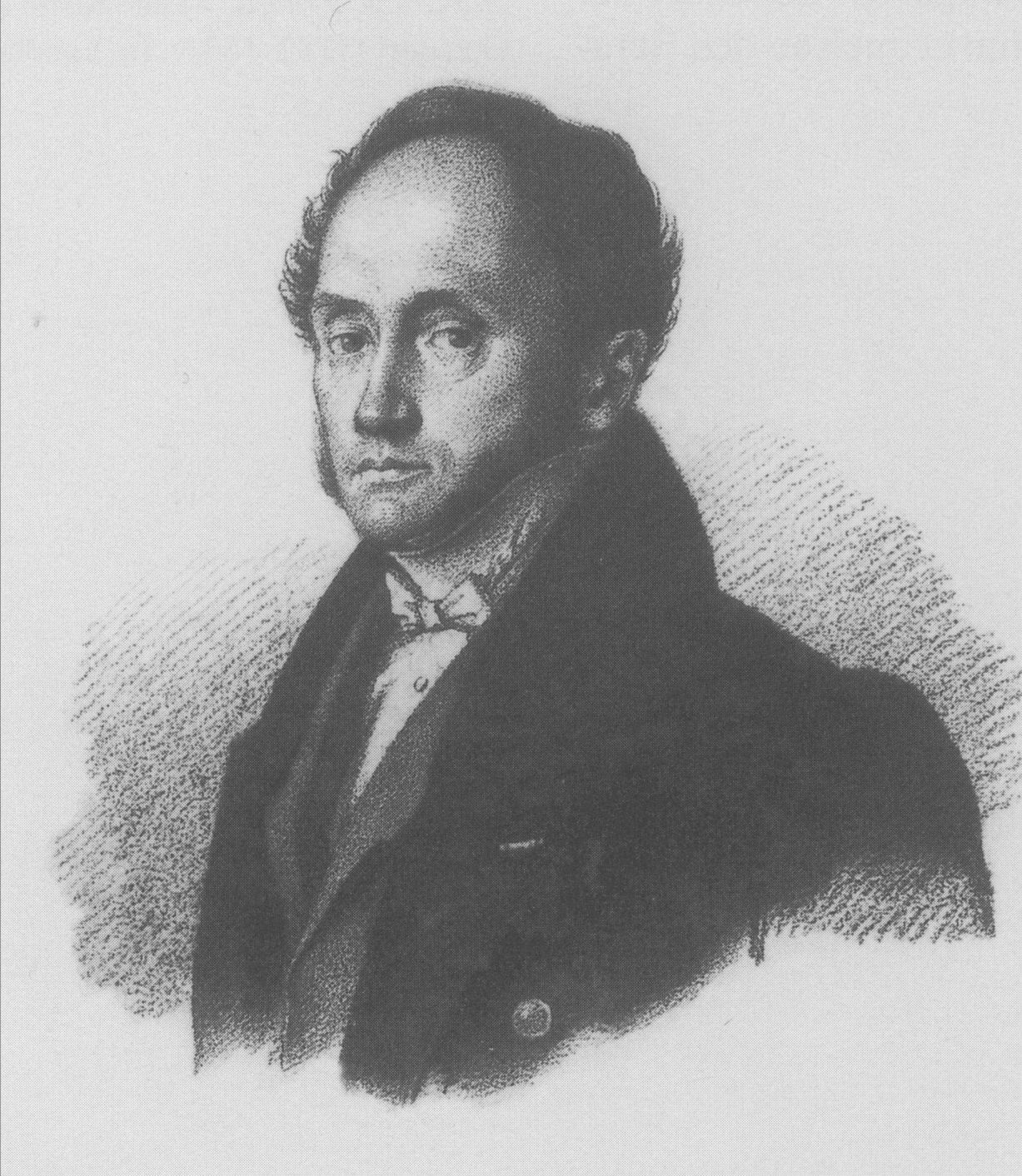
Ernst Gustav von Gersdorf (1780–1843)

Ernst Gustav von Gersdorf (* 10. August 1780 in Weigsdorf bei Zittau; † 24. Oktober 1843 in Bautzen) war ein deutscher Rittergutsbesitzer, Jurist und Politiker. Er war der erste Präsident der I. Kammer des Sächsischen Landtags.

## Leben und Wirken
Wie zu der Zeit für junge Landadlige üblich erhielt er anfänglich Unterricht bei einem Hauslehrer. Nach einer weiterführenden Schulbildung auf dem Gymnasium in Bautzen, studierte er 1800 bis 1803 an der Universität Leipzig die Rechtswissenschaften und schloss von 1804 bis 1805 ein Studium der Staatswissenschaft an den Universitäten in Jena und Halle/Saale an.
Mit seinem Bruder Carl Heinrich Traugott von Gersdorf erbte er gemeinschaftlich das Rittergut seines Vaters wie auch die Rittergüter seines Großonkels Adolf Traugott von Gersdorf († Juni 1807). Durch Austausch der Anteile wurde er alleiniger Besitzer des Rittergutes Gröditz. Finanziert durch ein Familienstipendium reiste er 1808/1809 über Österreich nach Italien, dann Südfrankreich, die Schweiz, bis er Paris erreichte, wo er einige Zeit verweilte. Als er nach Sachsen zurückkehrte, nahm er nicht wie zu der Zeit üblich eine Stelle im sächsischen Staatsdienst an. Ab 1811 gehörte er aber der Ritterschaft in der Oberlausitzischen Ständeversammlung an. Im November 1812 erreichte er als einer der beiden Landesältesten des Budissiner Kreises die Aufnahme in den 15 Personen umfassenden Engeren Ausschuss der Ritterschaft, das vornehmste Gremium des Landes. Nach der auf dem Wiener Kongress beschlossenen Teilung Sachsens traten die Sächsischen Landstände 1817 erstmals unter der Einbeziehung der bei Sachsen verbliebenen Teile der Oberlausitz zusammen. Auch hier und bei den folgenden Ständeversammlungen gehörte Gersdorf dem Engeren Ausschuss der Ritterschaft an, in dem er an den Beratungen über die Sächsische Verfassung von 1831 beteiligt war.
Da er einer der reichsten und einflussreichsten Rittergutsbesitzer Sachsens war, wurde er 1832 von König Anton in die I. Kammer des neugeschaffen konstitutionellen Landtags ernannt, der er als Kammerpräsident für die ersten vier Landtage vorstand. Gersdorf starb 1843, zwei Monate nach Ende des 1842/43er Landtags.
Ernst Gustav von Gersdorf war ein Mitglied im Bund der Freimaurer. Seine  Loge war der Große National-Mutterloge „Zu den drei Weltkugeln“ (GNML 3WK) zugeordnet.

## Familie
Ernst Gustav von Gersdorf war der postume Sohn des Rittergutsbesitzers Heinrich Rudolf von Gersdorf (1739–1779) und dessen Frau Johanna Juliane Elisabeth (geb. von Gersdorf). Im Jahre 1817 heiratete er Wilhelmine Caroline von Gersdorf, deren Ehe jedoch kinderlos blieb.